# 4316 Babinkova
4316 Babinkova è un asteroide della fascia principale. Scoperto nel 1979, presenta un'orbita caratterizzata da un semiasse maggiore pari a 2,9007003 UA e da un'eccentricità di 0,0182190, inclinata di 1,24389° rispetto all'eclittica.